# Crypsicometa
Crypsicometa is een geslacht van vlinders van de familie spanners (Geometridae), uit de onderfamilie Ennominae.

## Soorten
- C. armeniaca Inoue, 1992
- C. homaema Prout, 1926
- C. incertaria Leech, 1891
- C. ochracea Inoue, 1971
- C. particolor Warren, 1896